# Haïti aux Jeux olympiques d'été de 2016
Haïti participe aux Jeux olympiques d'été de 2016 à Rio de Janeiro au Brésil du 5 août au 21 août. Il s'agit de sa 12e participation à des Jeux d'été.

## Athlétisme
Trois Haïtiens participent aux épreuves d'athlétisme. Sur 100 m, Darrell Wesh termine dernier de sa série en 10 s 39.
Aux épreuves de haies, Mulern Jean et Jeffrey Julmis sont disqualifiés, respectivement en série et en demi-finale, pour avoir volontairement fait tomber une haie. Malgré sa chute sur la première haie, Julmis a tenu à se relever et à terminer sa course.
| Athlète        | Épreuve      | Séries       | Séries | Demi-finales | Demi-finales | Finale   | Finale   |
| Athlète        | Épreuve      | Résultat     | Rang   | Résultat     | Rang         | Résultat | Rang     |
| -------------- | ------------ | ------------ | ------ | ------------ | ------------ | -------- | -------- |
| Jeffrey Julmis | 110 m haies  | 13 s 66      | 3e     | Disqualifié  | -            | Éliminé  | Éliminé  |
| Darrell Wesh   | 100 m hommes | 10 s 39      | 8e     | Éliminé      | Éliminé      | Éliminé  | Éliminé  |
| Mulern Jean    | 100 m haies  | Disqualifiée | -      | Éliminée     | Éliminée     | Éliminée | Éliminée |

## Boxe
| Richardson Hitchins | Super-légers (-64 kg) | Gary Antuanne Russell 0-3 | Éliminé | Éliminé | Éliminé | Éliminé | Éliminé | Éliminé | Éliminé | Éliminé |

## Haltérophilie
| Athlète        | Compétition   | Arraché  | Arraché | Épaulé-jeté | Épaulé-jeté | Total | Rang |
| Athlète        | Compétition   | Résultat | Rang    | Résultat    | Rang        | Total | Rang |
| -------------- | ------------- | -------- | ------- | ----------- | ----------- | ----- | ---- |
| Edouard Joseph | -62 kg hommes | 107      | 14e     | Abandon     | -           | -     | -    |

## Judo
| Athlète      | Compétition    | 1er tour               | 2e tour             | Quart de finale     | Demi-finale         | Repêchage 1         | Repêchage 2         | Finale              | Finale  |
| Athlète      | Compétition    | Adversaire Résultat    | Adversaire Résultat | Adversaire Résultat | Adversaire Résultat | Adversaire Résultat | Adversaire Résultat | Adversaire Résultat | Rang    |
| ------------ | -------------- | ---------------------- | ------------------- | ------------------- | ------------------- | ------------------- | ------------------- | ------------------- | ------- |
| Josue Deprez | Moins de 73 kg | Battu par Igor Wandtke | Éliminé             | Éliminé             | Éliminé             | Éliminé             | Éliminé             | Éliminé             | Éliminé |

## Lutte
| Athlète         | Compétition   | Huitième de finale              | Quart de finale     | Demi-finale         | Repêchage 1         | Repêchage 2                     | Finale              | Finale  |
| Athlète         | Compétition   | Adversaire Résultat             | Adversaire Résultat | Adversaire Résultat | Adversaire Résultat | Adversaire Résultat             | Adversaire Résultat | Rang    |
| --------------- | ------------- | ------------------------------- | ------------------- | ------------------- | ------------------- | ------------------------------- | ------------------- | ------- |
| Asnage Castelly | -74 kg hommes | Battu par Hassan Yazdani 0 - 10 | -                   | -                   | -                   | Battu par Soner Demirtaş 0 - 12 | Éliminé             | Éliminé |

## Natation
Haïti présente deux participants au 50 m nage libre. Van Ludwij Castry Boursiquot réalise le dernier temps des séries en 30 s 86. Naomy Grand'Pierre nage plus vite que lui, mais est également éliminée en séries avec le 56e temps féminin.
| Athlète            | Épreuve                | Séries  | Séries | Demi-finales | Demi-finales | Finale   | Finale   |
| Athlète            | Épreuve                | Temps   | Rang   | Temps        | Rang         | Temps    | Rang     |
| ------------------ | ---------------------- | ------- | ------ | ------------ | ------------ | -------- | -------- |
| Van Ludwij         | 50 m nage libre hommes | 30 s 86 | 85e    | Éliminé      | Éliminé      | Éliminé  | Éliminé  |
| Naomy Grand'Pierre | 50 m nage libre femmes | 27 s 46 | 56e    | Éliminée     | Éliminée     | Éliminée | Éliminée |

## Taekwondo
| Athlète          | Compétition   | Huitièmes de finale         | Quarts de finale    | Demi-finales        | Repêchage 1                  | Repêchage 2         | Finale              | Rang     |
| Athlète          | Compétition   | Adversaire Résultat         | Adversaire Résultat | Adversaire Résultat | Adversaire Résultat          | Adversaire Résultat | Adversaire Résultat | Rang     |
| ---------------- | ------------- | --------------------------- | ------------------- | ------------------- | ---------------------------- | ------------------- | ------------------- | -------- |
| Aniya Louissaint | -67 kg femmes | Battue par Haby Niaré 4 - 5 | -                   | -                   | Battue par Ruth Gbagbi 2 - 7 | Éliminée            | Éliminée            | Éliminée |